# Give Me All Your Love (chanson de Whitesnake)
Pour les articles homonymes, voir Give Me All Your Love.
Singles de Whitesnake
Crying in the Rain ('87)
(1987) Fool for Your Loving ('89)
(1989)
Pistes de Whitesnake
Bad Boys
(2) Looking for Love
(4)
Give Me All Your Love est une chanson du groupe britannique Whitesnake extrait de l'album Whitesnake. Il s'agit aussi du 5e et dernier single de l'album Whitesnake.
Le single se classa à la 25e position dans les charts britanniques le 6 février 1988 et atteignit la meilleure position en se classant à la 18e place une semaine plus tard. Le single se classa aussi en Nouvelle-Zélande à la 49e position.
Comme pour les autres singles de l'album, un clip vidéo fut tourné avec les membres de la tournée, les guitaristes Vivian Campbell et Adrian Vandenberg, le bassiste Rudy Sarzo et le batteur Tommy Aldridge. Le clip est aussi très différent des autres vidéos de Whitesnake par le fait que Tawny Kitaen n'y apparait pas. Le clip commence par l'arrivée du groupe en avion les montrant ensuite dans les coulisses puis interprétant le titre sur scène le reste de la vidéo.

## Liste des titres
| 1. | Give Me All Your Love      | David Coverdale, John Sykes                  | 3:30 |
| 2. | Fool for Your Loving       | David Coverdale, Bernie Marsden, Micky Moody | 4:14 |
| 3. | Don't Break My Heart Again | David Coverdale                              | 3:46 |
| 4. | Here I Go Again            | David Coverdale, Bernie Marsden              | 3:46 |

| A. | Give Me All Your Love (1988 Mix) | David Coverdale, John Sykes | 3:14 |
| B. | Straight for the Heart           | David Coverdale, John Sykes | 3:36 |

## Composition du groupe
- David Coverdale - chants
- John Sykes - guitare, chœurs
- Neil Murray - basse
- Aynsley Dunbar - batterie
- Don Airey; Bill Cuomo - claviers
- Vivian Campbell - guitare solo sur Give Me All Your Love (1988 Mix)